# Acostambo (distrito)
Acostambo é um distrito do Peru, departamento de Huancavelica, localizada na província de Tayacaja.

## Transporte
O distrito de Acostambo é servido pela seguinte rodovia:
- HV-124, que liga a cidade de Pampas ao distrito de Izcuchaca
- PE-3S, que liga o distrito de La Oroya à Ponte Desaguadero (Fronteira Bolívia-Peru) - e a rodovia boliviana Ruta 1 - no distrito de Desaguadero (Região de Puno)
- PE-3SD, que liga a cidade de San Miguel de Mayocc ao distrito de Ñahuimpuquio [1][2][3]